# Ephemera vulgata

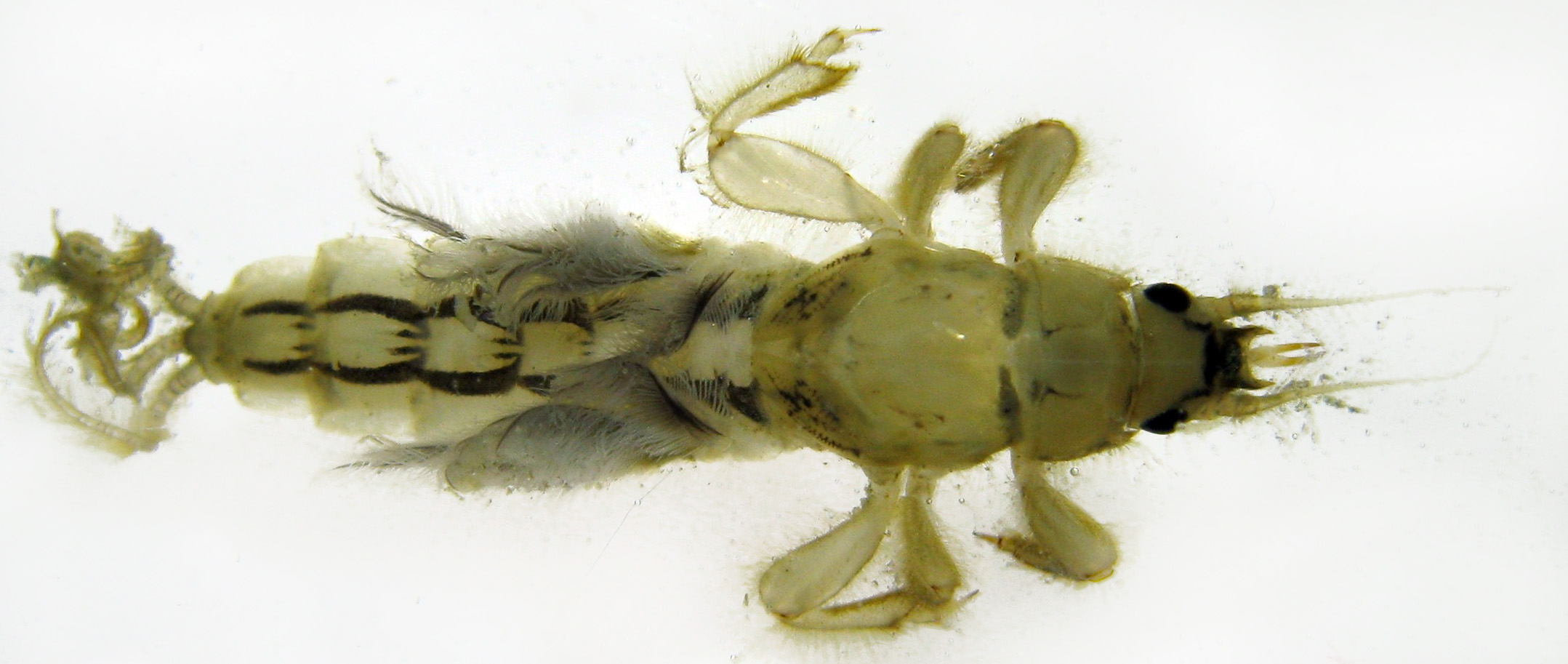
Nhộng của E. vulgata

Ephemera vulgata là một loài côn trùng trong họ Ephemeridae. Loài phù du này sinh sản trong vùng nước ít di chuyển ở các sông chảy chậm và trong ao, con nhộng phát triển trong bùn.
Loài này được tìm thấy ở phần lớn châu Áu. Loài này đang suy giảm, có thể là do ô nhiễm nguồn nước bởi thuốc trừ sâu và kim loại nặng, và vì những côn trùng trưởng đang mất phương hướng bởi ô nhiễm ánh sáng.